# Farlete
Farlete est une commune d’Espagne, dans la province de Saragosse, communauté autonome d'Aragon comarque de Monegros.

## Géographie
Farlete se situe à environ 31 kilomètres de la plus grande ville de la région, Saragosse. Elle a également pour communes voisines Monegrillo, Villafranca de Ebro ainsi que Perdiguera.